# Чадска прогресивна партия
Чадската прогресивна партия (на френски Parti Progressiste Tchadien - PPT) е първата местна политическа партия, съществувала в Чад. Тя е съществувала от 1947 до 1975 година. Произлиза от Африканското демократично движение.
Основана е през 1947 година от Габриел Лизет, местен тъмнокож чиновник, роден в Панама и служител във френската колониална администрация. Тя намира широка подкрепа в южните райони на колонията Чад, населена предимно с християни и анимисти. Тя е много по-крайна по отношение на политическите си възгледи отколкото опониращият Демократичен Съюз на Чад (предимно мюсюлмански). Лозунгът на Прогресивната партия гласи: "Plus de coton! Plus d’impôts! Plus de chefs!" (Стига толкова памук, стига толкова данъци, стига толкова началници !). През 1957 партията печели местните избори с 32 от общо 65 места (плюс още 12 места със съюзните формации). През март 1959 Габриел Лизет се отказва от поста си с цел държавен глава и ръководител на партията да бъде местен политик. Франсоа Томбалбайе е избран да оглави организацията и правителството. Малко преди независимостта на Чад да бъде обявена, Томбалбайе изпраща Лизет в заточение, като по този начин елиминира най-силния си противник.
През 1962 Прогресивната партия е обявена за единствената законна политическа формация в Чад. Единайсет години по-късно е преименувана на Национално движение за културна и социална революция, което съществува само две години - до 1975, когато Томбалбайе е свален с преврат.